# Dreiband-Weltmeisterschaft 1969

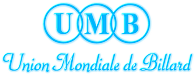
Logo UMB (ausrichtender Verband)

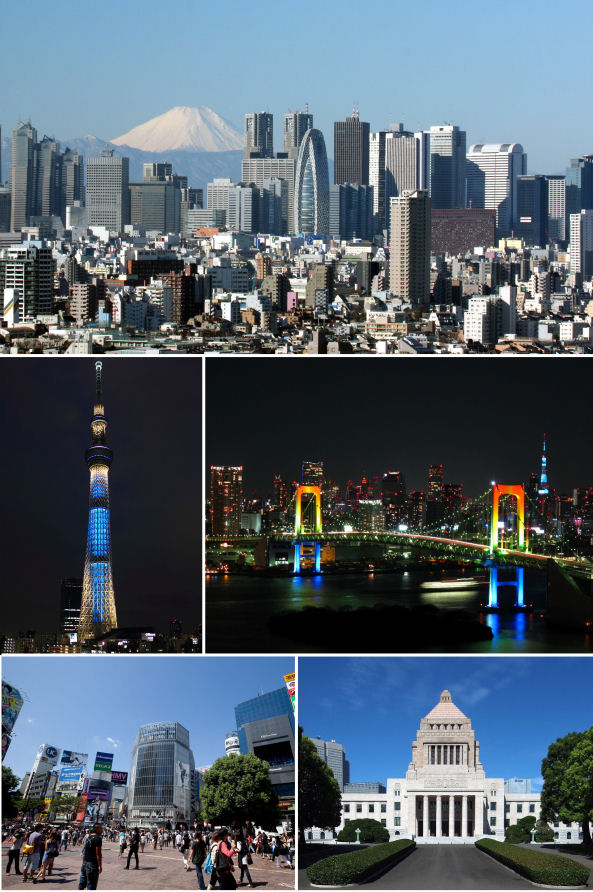
Veranstaltungsort: Tokio
Von oben nach unten (links nach rechts): Wolkenkratzer von Shinjuku und Fuji-san, Tokyo Skytree, Rainbow Bridge und Akasaka im Hintergrund, Shibuya, Parlamentsgebäude

Die Dreiband-Weltmeisterschaft 1969 war das 24. Turnier in dieser Disziplin des Karambolagebillards und fand vom 1. bis 6. April 1969 in Tokio statt. Es war die erste Dreiband-WM in Asien.

## Geschichte
Raymond Ceulemans sicherte sich den siebten WM-Titel im Dreiband in Folge. Es war die erste Weltmeisterschaft in Japan. Erstmals nahm mit Nobuaki Kobayashi der neue Herausforderer für die nächsten fast 20 Jahre für Ceulemans an einer WM teil.

## Modus
Gespielt wurde „Jeder gegen Jeden“ bis 60 Punkte.

## Abschlusstabelle
| MP    | Match Points (Sieger = 2; Unentschieden = 1; Verlierer = 0) |
| Pkte. | Erzielte Karambolagen                                       |
| Aufn. | Benötigte Versuche                                          |
| GD    | Generaldurchschnitt                                         |
| BED   | Bester Einzeldurchschnitt eines Spielers                    |
| HS    | Höchstserie                                                 |
|       | Bester GD des Turniers                                      |
|       | Bester ED des Turniers                                      |
|       | Beste HS des Turniers                                       |
|       | 1. Platz (Gold)                                             |
|       | 2. Platz (Silber)                                           |
|       | 3. Platz (Bronze)                                           |

| Platz                      | Name                 | MP   | Pkte. | Aufn. | GD    | BED   | HS |
| -------------------------- | -------------------- | ---- | ----- | ----- | ----- | ----- | -- |
| 1                          | Raymond Ceulemans    | 18:0 | 540   | 423   | 1,276 | 1,538 | 8  |
| 2                          | Kōya Ogata           | 13:5 | 500   | 504   | 0,992 | 1,358 | 12 |
| 3                          | Luis Manuel Martinez | 13:5 | 512   | 565   | 0,906 | 1,250 | 7  |
| 4                          | Nobuaki Kobayashi    | 10:8 | 477   | 479   | 0,995 | 1,578 | 10 |
| 5                          | Allen Gilbert        | 10:8 | 471   | 582   | 0,809 | 1,132 | 10 |
| 6                          | Shigeki Kashiki      | 9:9  | 449   | 531   | 0,845 | 1,071 | 10 |
| 7                          | Humberto Suguimitzu  | 6:12 | 428   | 500   | 0,845 | 1,428 | 8  |
| 8                          | Peter Thøgersen      | 5:13 | 418   | 565   | 0,739 | 0,983 | 8  |
| 9                          | Laurent Boulanger    | 4:14 | 463   | 549   | 0,843 | 1,666 | 11 |
| 10                         | William Hynes        | 2:16 | 369   | 606   | 0,608 | 0,638 | 6  |
| Turnierdurchschnitt: 0,872 |                      |      |       |       |       |       |    |